# 포노스
포노스 코퍼레이션(PONOS Corporation)은 일본 교토에 본사를 두고 1990년에 설립된 인디 게임 비디오 게임 회사이다. 회사는 디지털 화상 처리 회사로 시작했지만 나중에 모바일 플랫폼에서 게임 개발 로 옮겼다. 포노스는 타워 디펜스 게임 냥코 대전쟁을 개발하고 퍼블리싱하는 것으로 가장 잘 알려져 있다.
또한, 포노스는 2020년 포뮬러 원 월드 챔피언십과 2021년 포뮬러 원 월드 챔피언십을 위한 윌리엄스 F1 팀의 파트너이기도 하다.